# Велоклуб

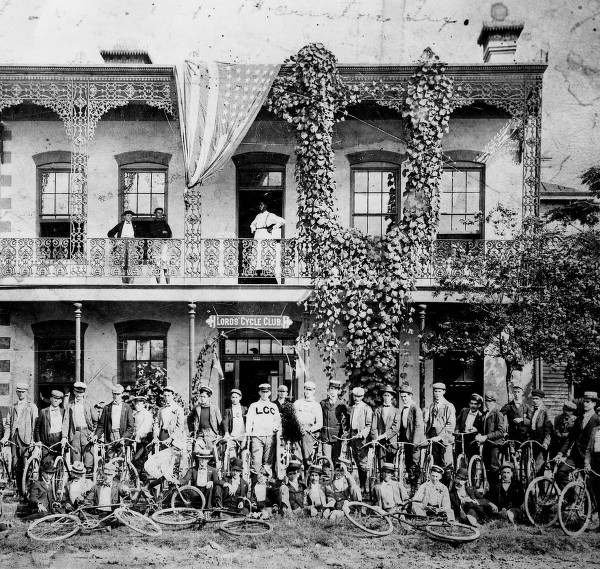
Велосипедный клуб Лорда в Хьюстоне (США, штат Техас, 1897)

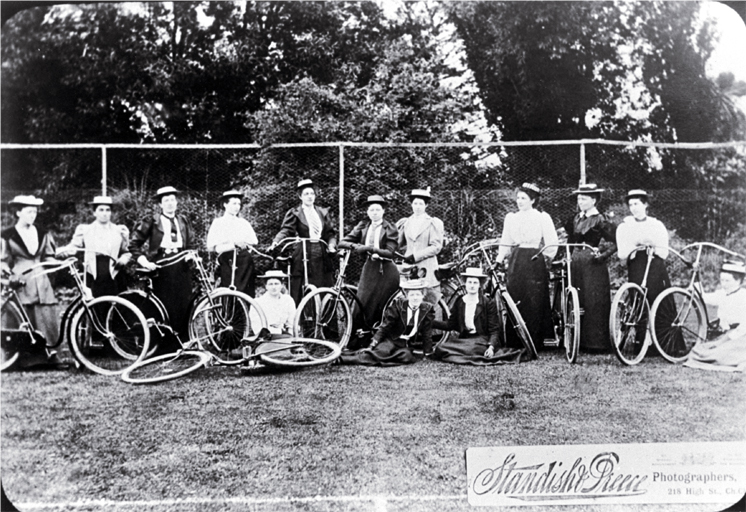
Женский велосипедный клуб «Аталанта» (Новая Зеландия, ок. 1892 г.)

Велоклуб, велосипедный клуб (англ. Cycling club, cycling organisation) — сообщество велосипедистов. Клубы, как правило, организуются любителями велоспорта, на общей территории проживания или в области, подходящей для совместного катания и/или проведения тренировок. 
Клубы могут быть как местными, члены которых проживают в относительно компактной области (населённый пункт, район), так и национальными, представляющими гонщиков на международных соревнованиях. Клубы могут объединяться в национальные и транснациональные ассоциации. Клубы могут быть общими или специализированными. Они могут заниматься велосипедной тематикой, велотуризмом, рассматривая велосипед как средство передвижения (утилитарный велоспорт), отдельные велоклубы занимаются организацией спортивных соревнований, являются базовыми для подготовки спортивных велокоманд как любительского, так и профессионального уровня. Специализированные клубы часто посвящают свою деятельность отдельным дисциплинам велоспорта, например шоссейному велоспорту или маунтинбайку, трёхколёсным велосипедам, или объединяют велосипедистов определённой возрастной группы. Члены специализированных или национальных клубов часто также состоят в местных клубах.

## История

### Британская империя

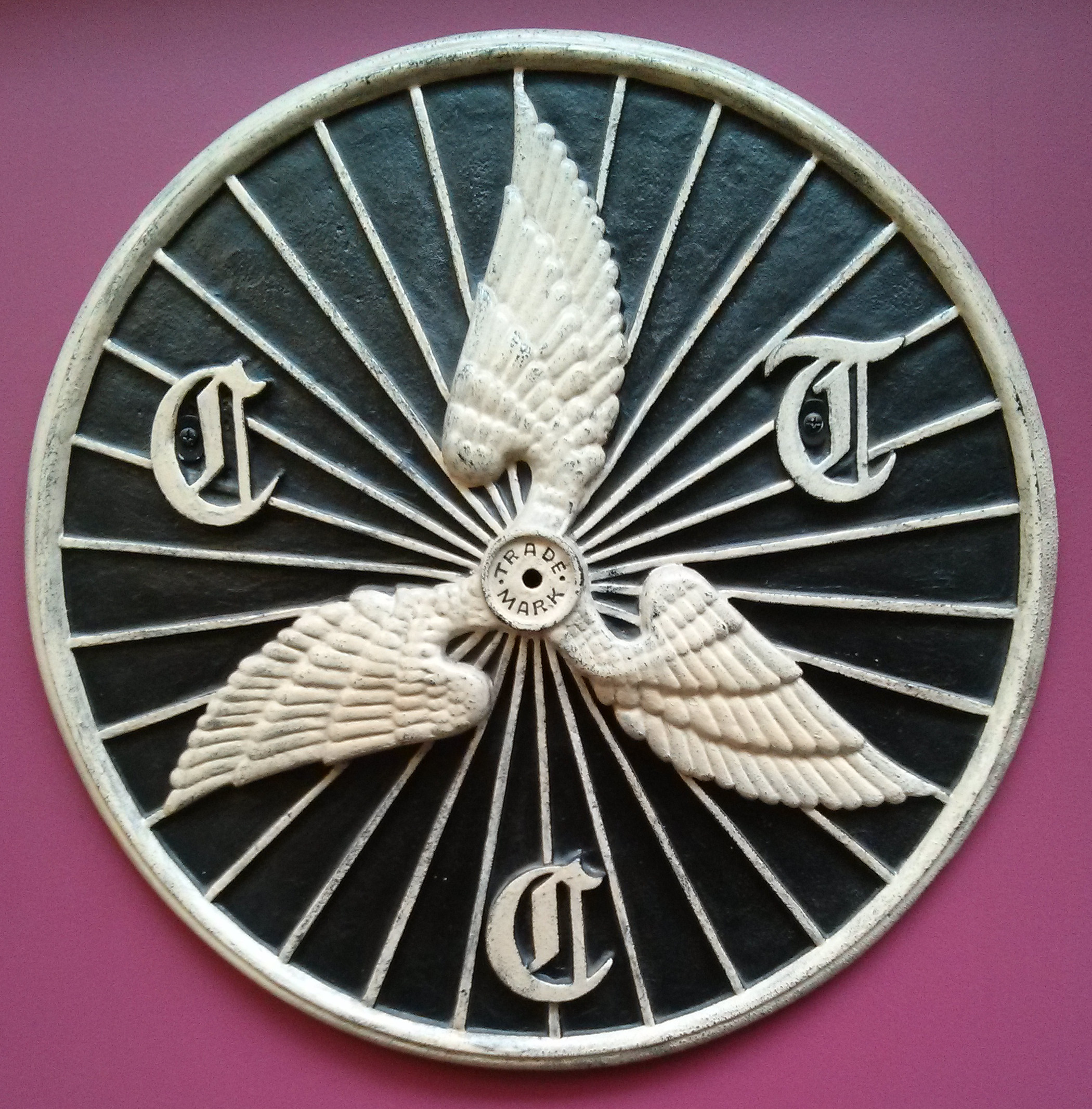
Старый знак британского Cyclists' Touring Club (CTC) на выставке в Национальном музее Шотландии

Велосипедные клубы процветали в XIX веке, когда на рынке ещё не было коммерческих автомобилей, а основным средством передвижения были конные экипажи, такие как лошадь и коляска или конка. Среди старейших велоклубов Великобритании — клуб велосипедных путешествий, позже Клуб велосипедистов, а ныне Cycling UK, созданный в 1878 году. Самый старый женский велосипедный клуб в Австралазии, Atalanta Cycling Club, был основан 18 августа 1892 года.

### Германия
В немецких землях (с 1871 года объединённых в Германскую империю) первые велосипедные клубы были созданы в 1869 году — сначала в Альтоне, затем в Мюнхене, Магдебурге и Берлине. Через 12 лет во всём Втором рейхе насчитывалось уже 26 клубов и обществ разного размера, объединявших любителей езды «на двух колесах», и это было типично мужское занятие. Перемены наступили лишь в начале 1890-х годов, когда в Берлине впервые женщины официально стали членами велосипедных клубов.

### Польша
В 1886 году было основано Варшавское общество велосипедистов, которое за год выросло до 50 членов. Первая экскурсия на одноколёсных велосипедах была организована 18 июля 1886 года в Плоцк. Среди членов общества были Болеслав Прус, Генрик Сенкевич, Вацлав Гонсёровский, Зигмунт Хелмицкий, Владислав Яблоновский.
В 1885 году был основан Данцигский клуб велосипедистов (Danziger Radfahrer-Club). Старейшей велосипедной организацией в Польше считается Варшавская ассоциация велосипедистов, однако если брать в расчет земли, оказавшиеся в границах Польши после Второй мировой войны, то старейшей будет считаться ассоциация, созданная во Вроцлаве, второй — в Гданьске, и только третьей — в столице Польши.
Первый велосипедный клуб во Львове был основан в 1886 году и назывался Львовским клубом велосипедистов. В памятной книге спортивного общества «Сокол» за 1892 год указано, что львовское общество велосипедистов в тот год насчитывало 236 членов.
В декабре 1950 года в результате слияния Польского Татровского общества и Польского краеведческого общества было создано Польское туристско-краеведческое общество (PTTK), на которое была возложена задача руководства всем туристским и экскурсионным движением в Польше, включая популяризацию отдыха, связанного с различными спортивными дисциплинами; 23 апреля 1952 года PTTK создал в своих структурах Комиссию велотуризма — команду активистов велотуризма, в большей степени выходцев из спортивной среды, которая занялась подготовкой кадров для организации велотуризма, разработкой положений о значках и функциях.
Другой структурой, поддерживающей туристское движение, был Союз социалистической польской молодёжи, в отделениях которого активно работали туристские клубы, в том числе и велосипедные.

## Местные объединения

### Деятельность
Деятельность велоклубов варьируется от какого-либо одного аспекта велосипедного спорта до целого ряда велосипедных и социальных мероприятий. Гоночные клубы организуют соревнования для членов клуба и других участников, включая трековые гонки, велокросс, шоссейные гонки, индивидуальные гонки с раздельным стартом и другие виды состязаний. Большинство соревнующихся велосипедистов состоят в клубах, входящих в одну из национальных гоночных ассоциаций, таких как British Cycling и Cycling Time Trials в Великобритании, а также могут организовывать тренировки с помощью тренеров, имеющих квалификацию национальных ассоциаций. Велосипедисты часто выступают в гонках под цветами своего клуба.
Велосипедные клубы могут предлагать велотуры, еженедельные клубные поездки, регулярные встречи и общественные мероприятия.

### Спонсорство
Некоторые клубы спонсируются коммерческими организациями; гонщики часто носят одежду с рекламой в обмен на поддержку спонсора.

### Названия
Многие клубы названы в честь своего родного города или района. Некоторые клубы названы в честь рельефа своего региона, например, Alpine Bicycle Club из Голден (штат Колорадо). Некоторые не имеют никакой связи, например, Acme Wheelers в южном Уэльсе, Zenith CC в Лестере, Gemini BC на северо-западе Кента.
Некоторые называют себя шоссейными клубами (в Великобритании это Warrington Road Club, Leicestershire Road Club и Archer RC). Другие используют такие названия, как Coureurs или Velo (например, Clayton Velo, Yorkshire Velo, Rugby Velo, Thames Velo, VC Elan, VC Londres или Velo Sport Jersey), используя неанглийские названия, которые отражают происхождение велоспорта во Франции. Ещё одно распространённое название в англоязычных странах — Wheelers, например, Huddersfield Star Wheelers. Некоторые названия клубов образованы из нескольких слов — например, Echelon Velodynamics Bicycle Club.
Названия некоторых британских клубов уходят корнями в политические или общественные движения. Национальный велосипедный клуб Clarion распространял социалистические идеи среди своих членов в конце 1890-х и начале 1900-х годов. Название осталось — Bury Clarion, Crewe Clarion, Fenland Clarion, London Clarion, North Cheshire Clarion, Nottingham Clarion и т. д. — но политика в основном исчезла. Другие названия отражают историческую религиозную принадлежность (например, Манчестерский католический велоклуб Святого Кристофера) или род занятий: RAF CC, Northumbria Police CC, GB Fire Service Road Team, Army Cycling Union. Другие говорят о странствующем характере велоспорта — '34 Nomads, Altrincham Ravens, Lewes Wanderers, Colchester Rovers — или о стремлении: Norwood Paragon, Sheffield Phoenix, Dulwich Paragon.
В начале XXI века также появились интернет-клубы (например, i-Team.cc и Team Internet).

## Национальные и транснациональные ассоциации
Велосипедные организации или ассоциации велосипедистов — это организации велосипедистов, велоспорта и велотранспорта, велотуризма, занимающиеся защитой интересов велосипедистов, пропагандирующие использование велосипедов, устойчивый транспорт и велоспорт в целом. Более крупные национальные организации могли возникнуть на основе старых местных велосипедных клубов.

### Деятельность
Большинство ассоциаций объединяет то, что они стремятся продвигать велосипед как повседневный вид деятельности, например, для поездок на работу. Когда внимание сосредоточено на конкретном аспекте велоспорта, можно выделить следующие организации:
- Спортивные организации.
- Ассоциации велотуризма и путешествий.
- Ассоциации по защите интересов велосипедистов.
- Образовательные ассоциации: с акцентом, например, на безопасность велосипедного движения[англ.].

### По странам

#### Великобритания
В Великобритании, например, Cyclists' Touring Club, CTC — это национальная ассоциация велосипедистов; Tricycle Association, Tandem Club и Veterans Time Trial Association — специализированные клубы. 
Другие группы поддерживают велосипедистов на отдыхе или проводят кампании за улучшение условий для велосипедистов. Примерами таких групп являются Лондонская велосипедная кампания, Друзья Земли и Велосипедисты Гринвича.

#### Норвегия
- Норвежская федерация велоспорта[англ.]
- Норвежская ассоциация велосипедистов[англ.]

#### Польша
В Польше велоклубы чаще всего имеют форму ассоциации велосипедистов или неформального объединения велосипедистов; иногда они действуют при местных отделениях Польского общества любителей туризма.

#### Международные ассоциации
- Международный союз велосипедистов (UCI)
- Европейская федерация велосипедистов[англ.] (ECF)

## Мобильность и спорт
Большинство организаций склоняются либо к концепции велосипеда как средства передвижения, либо к велосипедным / BMX-гонкам. Политические цели могут быть совершенно разными, потому что велотранспорт — это повседневная проблема, которая затрагивает вопросы экологии, транспорта и устойчивого развития. В то же время спортивные ассоциации подчёркивают событийный характер велоспорта и обычно не пытаются отстаивать аспекты велосипеда как обычного транспортного средства.